# Szelejewo Drugie
Szelejewo Drugie (prononciation : [ʂɛlɛˈjɛvɔ ˈdruɡʲɛ]) est un village polonais de la gmina de Piaski dans le powiat de Gostyń de la voïvodie de Grande-Pologne dans le centre-ouest de la Pologne.
Il se situe à environ 7 kilomètres au sud-est de Piaski (siège de la gmina), à 11 kilomètres à l'est de Gostyń (siège du powiat) et à 63 kilomètres au sud de Poznań (capitale régionale).
Le village possède une population de 527 habitants en 2015.

## Histoire
De 1975 à 1998, le village faisait partie du territoire de la voïvodie de Leszno.

Depuis 1999, Szelejewo Drugie est situé dans la voïvodie de Grande-Pologne.